# 蘇普羅蒂夫納巴爾卡
49°23′58″N 34°4′30″E / 49.39944°N 34.07500°E
蘇普羅蒂夫納巴爾卡（羅馬化：Suprotyvna Balka）是烏克蘭中部的村莊，隸屬波爾塔瓦州的波爾塔瓦區。該村距離卡利尼茨凱0.5公里，面積2.686平方公里，海拔高度126米，2001年人口330。